# 多治見まつり
多治見まつり（たじみまつり）は、岐阜県多治見市の多治見駅前 - 多治見市役所等で毎年11月3日に開催されているイベントである。

## 概要
多治見国長・土岐頼定などといった武将に扮した行列が、東濃路に戦国絵巻を繰り広げる、40年以上続く市民の祭典である。

市長、議長、区長が扮する三武将や、公募で募った奥方役の後、ボーイ･ガールスカウトが扮する少年忍者や虫の垂れ姿が続く。武者行列の前後には市民によるパレードも並ぶ。

うながっぱを始め、数多くのゆるキャラもパレードに参加している。

多治見駅前では「おまつり広場」、本町オリベストリートでは「オリベの陣」が開催されている。

新型コロナウイルスの影響で2020年・2021年の開催は中止となった。

## 由来と経歴
この祭りの由来は「多治見国長」という人物の存在から成っているとされている。

多治見国長は、鎌倉時代に活躍した美濃国・土岐一族同族の武将である。後醍醐天皇の鎌倉幕府討伐計画に参加しようとしたところ、何者かによって密告され、3000人以上の軍勢に囲まれるも、僅か20人で戦った末に命を落とした(詳細は「正中の変」を参照)。

ぎんざ商店街には、国長が住んでいた屋敷が100mに並んで続いていたと言われており、現在も11月3日になると市民によって祭礼が行われている。

## パレードのルート
多治見市役所からスタートし、ぎんざ商店街、多治見橋、ながせ商店街、多治見駅、駅前商店街、昭和橋、広小路商店街を経由して多治見市役所へ戻ってくるコースとなっている。

## アクセス
JR多治見駅から

南口広場(「おまつり広場」会場):徒歩1分

多治見市役所(パレード出発点):徒歩15分

本町オリベストリート(「オリベの陣」会場):徒歩15分